# Hueso navicular (tarso)
El hueso navicular es un hueso del pie, corto, par y asimétrico; tiene seis caras, anterior y posterior, externa e interna, superior e inferior ; dos bordes, superior e inferior, y dos extremos, externo e interno.
Se distingue del resto de huesos del tarso por la forma de barco que tiene. La cara posterior es cóncava para acoger la cabeza del astrágalo. La anterior se divide en 3 facetas que se articulan con las respectivas cuñas o huesos cuneiformes. Las caras superior e inferior son rugosas y estrechas. En la zona medial o interna forma un vértice llamado tuberosidad del navicular. En la cara lateral aparece de forma inconstante una superficie articular para el cuboides.
Se encuentra en la cara interna de la segunda fila del tarso. Se articula con la cabeza del astrágalo por detrás, con las tres cuñas por delante y con el cuboides por fuera generando las articulaciones astragaloescafoidea (enartrosis), escafocuboidea y escafocuneal, siendo estas dos últimas pertenecientes al género de artrodias.
En cuanto al músculo que se inserta en el navicular podemos encontrar el músculo tibial posterior ( origen: ⅔ superiores tibiales y ⅔ superiores del peroné). En cuanto a los nervios relacionados con esta estructura o cercanos a la misma, nos encontramos con el nervio plantar medial, que pasa superficial al hueso navicular por la zona medial del pie y es una ramificación del nervio tibial, que pasa por el retináculo flexor del tarso.

## Enfermedades relacionadas[2]
El hueso navicular, o escafoides tarsiano del pie, es fuente en ocasiones de patologías o lesiones que pueden ser muy incapacitantes. Uno de los motivos de que esto ocurra es el retraso del diagnóstico o el desconocimiento de esas condiciones, en parte por la menor frecuencia de su presentación, y también porque posiblemente se ha profundizado menos en el estudio de ellas.

### Enfermedad de Köhler
Dolor en el pie durante la edad infantil. Se engloba dentro del grupo de trastornos de la osificación encondral denominado osteocondrosis (Kienböck, Perthes, Freiberg...).
Las fuerzas compresivas a las que se ve sometido este hueso en el ápex del arco interno del pie pueden desencadenar procesos isquémicos. La clínica cursa con dolor en el borde interno del mediopie, eritema y tumefacción en dicha zona. Los niños pueden presentar cojera de diferente intensidad, así como realizar el apoyo del pie con la parte externa del mismo.
El tratamiento se realiza con inmovilización con yeso en descarga durante 6-8 semanas. Si el dolor es leve basta con la colocación de una plantilla de descarga del arco interno.

### Enfermedad de Müller-Weiss
Es una osteonecrosis espontánea del escafoides tarsiano en adultos (aparición más frecuente entre los 30 y los 50 años de edad). Cursa con dolor importante y progresivo acompañado de deformidad del hueso que adquiere la forma de coma con protrusión dorsal o medial y colapso de la porción lateral.
En fases iniciales el tratamiento con plantillas y calzado adecuado pueden mejorar los síntomas. En casos avanzados, la cirugía con posible artrodesis o fijación articular, con el fin de aliviar las molestias. En muchas ocasiones será necesario el injerto óseo. La evolución frecuentemente es hacia la artrosis, lo que requerirá un tratamiento quirúrgico en muchos casos para aliviar las molestias.

### Coalición tarsiana
Es un fallo en la segmentación completa entre dos o más huesos del tarso generando una alteración en el desarrollo fisiológico del arco plantar. Las coaliciones tarsales más frecuentes en el pie son las formadas por los huesos calcáneo-escafoides, calcáneo-astrágalo, astrágalo-escafoides y calcáneo cuboides. Puede que esta alteración anatómica sea asintomática para el paciente, y que solo sea necesario prevenir otros problemas biomecánicos mediante un estudio biomecánico y plantillas personalizadas. Las coaliciones más comunes son las calcaneoescafoideas y las astragalocalcáneas.

### Fracturas del escafoides
Se presente como una fractura de hueso aislado separado en el 10% de las ocasiones. En la adolescencia se fusiona al escafoides pero puede persistir separado del mismo en un 2% de la población. Situado medialmente a la tuberosidad del escafoides. Se presenta con dolor, tendinitis del tibial posterior o debilidad del arco longitudinal medial. El tratamiento consiste en inmovilización y antiinflamatorios, plantilla de descarga del arco interno y ejercicios de fortalecimiento de los músculos. Si esto fracasa, cirugía.

## Véase también

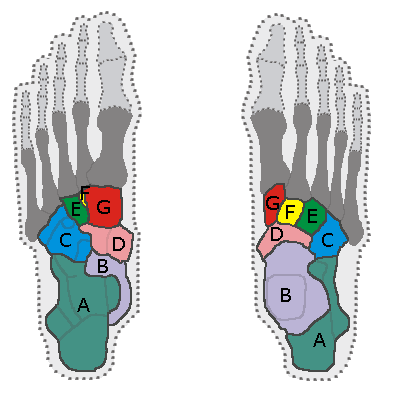
El tarso del pie derecho visto desde abajo en el lado izquierdo y desde arriba en el lado derecho. El escafoides es el D (rosa).